# Haliplectus cylindrocaudatus
Haliplectus cylindrocaudatus is een rondwormensoort uit de familie van de Haliplectidae. De wetenschappelijke naam van de soort is voor het eerst geldig gepubliceerd in 1969 door Hopper.